# 렌트 어 히어로
《렌트 어 히어로》(Rent A Hero, レンタヒーロー)는 세가가 제작한 1991년 액션 롤플레잉 게임이다. 아케이드 게임을 제작했던 세가 AM2의 수장 스즈키 유가 프로듀서를 담당했으며, 1989년의 《소드 오브 버밀리온》에 이어 맡은 두번째 롤플레잉 게임이다. 메가 드라이브로 출시됐으며 일본 이외 지역에선 발매하지 않았다.
기본적으로 사람들과 대화하는 어드벤처 게임플레이에 2D 대전 격투 게임 시스템을 차용한 액션 게임이다. 당시 대부분의 RPG와는 달리 현대를 무대로 하며, 슈퍼히어로를 패러디한 도입부부터 시작해 유머가 가득한 이야기 전개가 특징이다.
2000년 5월 세가 드림캐스트로 리메이크 《렌트 어 히어로 No. 1》가 제작돼 발매됐다. 2003년 엑스박스 이식판이 발매됐으며, 이는 북미 지역에 출시될 예정이었으나 취소됐다. 2007년 Wii 버추얼 콘솔로 디지털 발매됐고, 2019년에는 일본판 메가 드라이브 미니 콘솔에 수록됐다.

## 기타 매체
1996년에 발매된 격투 게임 《파이터즈 메가믹스》에서 주인공 타로가 플레이어 캐릭터로 등장했다. 2016년 7월 12일 스티브 핑크 감독이 실사영화판 제작을 발표했다.